# Zasłonak drobnozarodnikowy

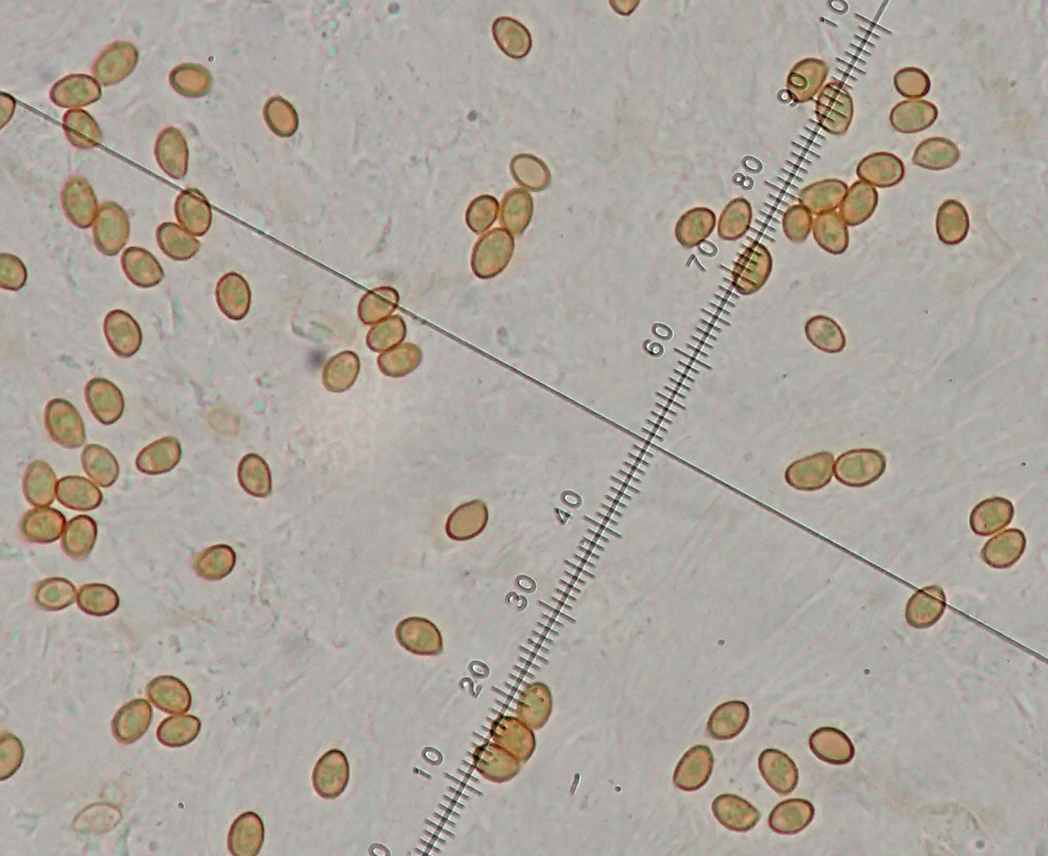
Zarodniki

Zasłonak drobnozarodnikowy (Thaxterogaster microspermus (J.E. Lange) Niskanen & Liimat) – gatunek grzybów należący do rodziny zasłonakowatych (Cortinariaceae).

## Morfologia
Kapelusz
Średnica 35–50 cm, początkowo półkulisty potem spłaszczony, lepki. Powierzchnia płowożółta do czerwonobrązowej, brzeg kremowy do białego.
Blaszki
Początkowo jasnogliniaste, później mlecznokawowe do jasnoochrowych.
Trzon
Wysokość 3–8 cm, grubość 0,8–1,5 cm, maczugowaty, w górnej cęści biały lub kremowożółty.
Miąższ grzyba
Biały lub kremowy o gorzkim smaku.
Cechy mikroskopowe
Zarodniki bardzo małe (stąd nazwa gatunkowa). Mają rozmiar 5 × 3 mikrony (według J.E. Langego) lub 3 – 4 × 4 -5 (według P.D. Ortona).
Gatunki podobne
Zasłonak drobnozarodnikowy od innych gatunków z rodzajów Cortinarius i Thaxterogaster odróżnia się mniejszymi zarodnikami. Morfologicznie podobny jest Thaxterogaster causticus, ale oprócz większych zarodników odróżnia się także siedliskiem.

## Systematyka i nazewnictwo
Pozycja w klasyfikacji według Index Fungorum: Thaxterogaster, Cortinariaceae, Agaricales, Agaricomycetidae, Agaricomycetes, Agaricomycotina, Basidiomycota, Fungi.
Po raz pierwszy opisał go w 1940 r. Jakob Emmanuel Lange, nadając mu nazwę Cortinarius microspermus. W 2022 r. Tuula Niskanen i Kare Liimatainen przenieśli go do rodzaju Thaxterogaster. Pozostałe synonimy:

- Phlegmacium microspermum (J.E. Lange) M.M. Moser 1960
- Phlegmacium microspermum (J.E. Lange) M.M. Moser 1953[3].

Polską nazwę nadał Andrzej Nespiak w 1975 r. Jest niespójna z aktualną nazwą naukową.

## Występowanie i siedlisko
Znane są jego stanowiska głównie w Europie, poza nią podano tylko pojedyncze lokalizacje w Ameryce Południowej i Japonii. Podano jego występowanie także w Polsce, ale bez lokalizacji. Jego rozprzestrzenienie, częstość występowania i stopień zagrożenia nie są znane.
Grzyb naziemny, często rosnący wśród mchów.